# Selaginella gleichenioidea
Selaginella gleichenioidea là một loài dương xỉ trong họ Selaginellaceae. Loài này được L.D. Gómez mô tả khoa học đầu tiên..
Danh pháp khoa học của loài này chưa được làm sáng tỏ. 